# (12602) Tammytam
(12602) Tammytam (1999 RT183) – planetoida z pasa głównego asteroid okrążająca Słońce w ciągu 3,51 lat w średniej odległości 2,31 j.a. Odkryta 9 września 1999 roku.